# 荘烈王后
荘烈王后 趙氏（そうれつおうこう ちょうし、チャンニョルワンフ チョシ、1624年12月17日 - 1688年9月20日）は、李氏朝鮮第16代国王仁祖の継妃。

## 概要
本貫は楊州で、漢原府院君趙昌遠の娘である。仁祖16年12月（1639年1月）に仁烈王后韓氏の後を受け14歳で当時43歳の仁祖の王妃に冊封された。仁祖との間に子はなかった。
仁祖が世を去ると大妃となった。孝宗が崩御した時と嫁である孝宗妃・仁宣王后張氏が亡くなった時の2度、荘烈王后の服喪問題で礼訟論争があった。
粛宗14年（1688年）8月26日に昌慶宮で亡くなった。尊号は慈懿恭慎徽献康仁淑穆、徽号は貞粛温恵、諡号は荘烈。陵は京畿道九里市の徽陵。
仁祖の庶子で廃貴人趙氏の息子 崇善君李澂（東平君李杭の父）の妻 永豊郡夫人申氏は姪に当たる。

## 登場作品
- 大命（1981年、KBS、日本未公開）演：カン・スヨン
- 朝鮮王朝五百年 - 仁顯王后（1988年、MBC、日本未公開）演：チョン・ヘソン
- 妖婦 張禧嬪（1995年、SBS）演：キム・ヨンエ
- 張禧嬪［チャン・ヒビン］（2002年～2003年、KBS）演：カン・ブジャ
- チャン・オクチョン-張禧嬪-（2013年、SBS）演：イ・ヒョチュン
- 花たちの戦い 宮廷残酷史（2013年、JTBC）演：コ・ウォニ
- 華政（2015年、MBC）演：キム・チェビン

| 先代 仁烈王后 | 朝鮮王妃 在位：1638年 - 1649年     | 次代 仁宣王后 |
| 先代 仁穆王后 | 朝鮮大妃 在位：1649年 - 1659年     | 次代 仁宣王后 |
| 先代 仁穆王后 | 朝鮮大王大妃 在位：1659年 - 1688年 | 次代 仁元王后 |